# Stars (песня Roxette)
«Stars» — сингл шведской поп-рок-группы Roxette с альбома «Have a Nice Day», выпущенный 26 июля 1999 года. Это третий сингл с указанного альбома, был выпущен только в Европе и Австралии.
На песню «Stars» были сделаны ремиксы группами Almighty и X-Treme. Специальные CD- и 12"-синглы с ремиксами были выпущены для продажи широкой публике в некоторых европейских странах. Несмотря на то, что 12" пластинка с ремиксами была изготовлена в Великобритании, она там никогда не продавалась. Специальный 12" промосингл, выпущенный EMI United Kingdom, не включал ни одного оригинального ремикса, а только песни, доступные на двух английских синглах и одном нидерландском.
Песня «Better of on her own» и демоверсии песен «I was so lucky» и «7Twenty7» были записаны только на нидерландский сингл и более нигде не доступны.

## Список композиций
на примере издания CDM, Netherlands, Roxette Recordings, 8869130
- Stars (Almighty single version) 3.48
- Better Off On Her Own 2.49
- I Was So Lucky (Tits & Ass demo) 4.12
- 7Twenty7 (Tits & Ass demo) 3.28
- Anyone (Enchanced video) 4.45

на примере издания CDM, Netherlands, Roxette Recordings, 8874712
- Stars (Almighty 7" mix) 3.48
- Stars (Almighty 12" Definitive mix) 8.00
- Stars (Almighty dub) 6.43
- Stars (Almighty Alternative 12" Mix) 7.02
- Stars (X-Treme Extended mix) 6.13